# Англійське королівство
Англійське королівство (англо-нормандська: Realme d'Engleterre, давньофр. Reaume d'Angleterre, давньоскан. Konungdómr af Ǫngulland, давн-англ. Engla rīċe, англ. Kingdom of England) — держава в південній та центральній частині острова Велика Британія, що була утворена в 927 році шляхом об'єднання різних англосаксонських королівств та існувала до 1 травня 1707 року, коли Англійське королівство об'єдналося з Шотландським з утворенням Королівства Великої Британії, а з 1800 року стало складовою Сполученого Королівства. Англійське королівство було однією з наймогутніших держав Європи Середньовіччя та колоніального Раннього нового періоду.
12 липня 927 року король Етельстан (правив у 927—939 рр.), підкорив останнє незалежне англосаксонське королівства і став королем єдиного Англійського королівства. У 1016 році королівство стало частиною Північноморської імперії Канута Великого — особистої унії між Англією та Данією і Норвегією. Нормандське завоювання Англійського королівства в 1066 році призвело до перенесення англійської столиці та головної королівської резиденції з англосаксонської столиці у Вінчестері до Вестмінстера, а сусіднє Лондонське Сіті швидко перетворилось на головний і найбільший комерційний центр Англії.
Історію Англійського королівства від нормандського завоювання 1066 року умовно розділяють на періоди, названі на честь послідовних правлячих династій: Нормандський (1066—1154 роки), Плантагенетів (1154—1485 роки), Тюдорів (1485—1603 роки) і Стюартів (1603—1707 роки), перерваний міжкоролів'ям 1649—1660 років. З династичної точки зору усі англійські монархи після 1066 року безумовно могли претендувати на своє нормандське походження: окремість Плантагенетів є лише умовною, оскільки на той час анжуйські королі стали «більш англійськими за своєю природою»; династії Ланкастерів і Йорків є молодшими гілками Плантагенетів, династія Тюдорів стверджувала, що походить від Едуарда III через Джона Бофорта, а Яків I з дому Стюартів стверджував про походження від Генріха VII через Маргариту Тюдор.
Завершення завоювання Уельсу Едуардом I у 1284 році поставило під контроль англійської корони також і Уельс. Едуард III (правління 1327—1377) перетворив Англійське королівство в одну з наймогутніших військових держав Європи; під час його правління також відбулися життєво важливі зміни в законодавстві та уряді, зокрема еволюція англійського парламенту. З 1340-х років королі Англії претендували на корону Французького королівства, але після Столітньої війни та початку внутрішньої Війни троянд у 1455 році англійці більше не мали можливості відстоювати свої французькі претензії та втратили свої землі на континенті, крім Кале. Після потрясінь Війни троянд, династія Тюдорів правила під час Англійського ренесансу і знову поширила англійську монарху владу за межі власне Англії, досягнувши повного союзу Англії та князівства Уельс у 1542 році. Генріх VIII очолив англійську Реформацію, а його донька Єлизавета I (правила в 1558—1603) утвердила Англію як велику державу та заклавши основи Британської імперії, претендуючи на володіння в Новому світі.
Завершення завоювання Уельсу Едуардом I у 1284 році поставило під контроль англійської корони також і Уельс. Едуард III (правління 1327—1377) перетворив Англійське королівство в одну з наймогутніших військових держав Європи; під час його правління також відбулися життєво важливі зміни в законодавстві та уряді, зокрема еволюція англійського парламенту. З 1340-х років королі Англії претендували на корону Французького королівства, але після Столітньої війни та початку внутрішньої Війни троянд у 1455 році англійці більше не мали можливості відстоювати свої французькі претензії та втратили свої землі на континенті, крім Кале. Після потрясінь Війни троянд, династія Тюдорів правила під час Англійського ренесансу і знову поширила англійську монарху владу за межі власне Англії, досягнувши повного союзу Англії та князівства Уельс у 1542 році. Генріх VIII очолив англійську Реформацію, а його донька Єлизавета I (правліла в 1558—1603) утвердила Англію як велику державу та заклавши основи Британської імперії, претендуючи на володіння в Новому світі.
Резиденцією королівської династії спершу був Вінчестер у Гемпширі, але з початку XII століття столицею фактично став Лондон.
Монарх Сполученого Королівства, король Чарльз III, є правонаступником королів та Англійського королівства. Титул короля (королеви) Англії формально втратив своє значення з 1707 року, але фактично вживається досі.

## Назва
Британські англосакси називали себе англами (Engle або Angelcynn), від власної назви англів. Відповідно, свою землю вони назвали Engla land, що означає «земля англів». Етельвард латинізував Anglia, від оригінальної назви півострова Ангельн (Anglia vetus) на Данському перешийку, історичної батьківщини англів (яких Беда Преподобний називав Angulus). Назва Engla land стала Англією (Engle-land, Engelond) в результаті гаплології в середньоанглійський період. Латинською — Anglia або Anglorum terra, давньофранцузькою та англо-нормандською — Engleterre. У XIV столітті слово «Англія» також використовувалося для позначення всього острова Великобританія.
Стандартним титулом для монархів від Етельстана до Іоанна Безземельного був Rex Anglorum («Король англів»). Данець Канут Великий першим назвав себе не королем англів, а «королем Англії» (Rex Anglie). У нормандський період стандартним залишалось використання титулу Rex Anglorum, з періодичним вживанням Rex Anglie. Починаючи з правління Іоанна Безземельного, усі інші титули були скасовані на користь Rex або Regina Anglie. У 1604 році Яків I, який за рік до цього успадкував англійський престол, прийняв титул (тепер зазвичай перекладається англійською, а не латиницею) король Великобританії. Однак англійський і шотландський парламенти не визнавали цього титулу до Актів Союзу 1707 року.

## Історія

### Англосаксонська Англія

Південна Британія у 600 році нашої ери після англосаксонського поселення, що показує поділ Англії на кілька дрібних королівств

Англійське королівство виникло в результаті поступового об'єднання ранньосередньовічних англосаксонських королівств, відомих як Гептархія (сім королівств): Східна Англія, Мерсія, Нортумбрія, Кент, Ессекс, Сассекс і Вессекс. Вторгнення вікінгів у IX столітті порушили баланс сил між англійськими королівствами та місцевий англосаксонський уклад загалом. Англійські землі були об'єднані в X столітті під час відвоювання, яке завершив король Етельстан у 927 році.
Під час Гептархії наймогутніший король серед англосаксонських королівств міг бути визнаним верховним королем над іншими королями з титулом бретвальда. Занепад Мерсії дозволив Вессексу стати могутнішим, поглинувши королівства Кент і Сассекс у 825 році. У IX столітті королі Вессекса дедалі більше домінували над іншими королівствами Англії. У 827 році Нортумбрія підкорилася Егберту Вессекському в Дорі, що на короткий час зробило Егберта першим королем, який правив над об'єднаною Англією.
У 886 році Альфред Великий повернув собі від данців Лондон, що він, очевидно, вважав поворотним пунктом у своєму правлінні. В Англо-саксонській хроніці говориться, що «весь англійський народ (весь Ангелцин), непідвладний данцям, підкорився королю Альфреду». Ассер додав, що «Альфред, король англосаксів, чудово відновив місто Лондон … і знову зробив його придатним для життя». Відновлення Альфреда передбачала повторне заселення та реконструкцію майже покинутого римського міста, обнесеного муром, будівництво набережних уздовж Темзи та створення нового плану вулиць міста. Ймовірно, саме в цей момент Альфред прийняв новий королівський титул «Король англосаксів».
12 липня 927 року монархи Британії зібралися в Імонті в Камбрії, щоб визнати Етельстана королем Англії. Титул «Король Англії» або Rex Anglorum латиною вперше був використаний для опису Етельстана в одній з його хартій 928 року і став стандартним титулом для монархів від Етельстана до Іоанна Безземельного. Протягом наступних років Нортумбрія неодноразово переходила від англійських королів до норвезьких загарбників, але остаточно була взята під контроль Англії Едредом у 954 році, завершивши об'єднання Англії. У 1018 році Лотіан, частина північної половини Нортумбрії Берніції, була передана Шотландському королівству.

Володіння Кнута (1014—1035)

Відтоді Англія зберігала свою політичну єдність. Під час правління Елрада Безрадного (978—1016) данський король Свен I Вилобродий організував нову хвилю данських вторгнень, кульмінацією якої стало завоювання Данією Англії в 1013 році після чверті століття війни. Але 2 лютого 1014 року Свен помер, і Елрад був відновлений на престолі. У 1015 році син Свена Канут почав нове вторгнення. Наступна війна завершилася угодою в 1016 році між Канутом і наступником Елреда, Едмундом II Залізнобоким, про розподіл Англії між ними, але смерть Едмунда 30 листопада того ж року залишила Англію об'єднаною під владою Данії. Це тривало 26 років до смерті Гардекнута в червні 1042 року. Він був сином Кнута та Емми Нормандської (вдови Елрада Безрадного) і не мав власних спадкоємців; йому успадкував його зведений брат, син Елрада, Едуард Сповідник. Англійське королівство знову стало незалежним.

### Нормандське завоювання
Мир тривав до смерті бездітного Едуарда в січні 1066 року. Його шурин був коронований як король Гарольд II, але його двоюрідний брат Вільгельм Завойовник, герцог Нормандський, негайно висунув свої претензії на престол. Вільгельм розпочав вторгнення до Англії та висадився в Сассексі 28 вересня 1066 року. Гарольд і його армія були в Йорку після перемоги над норвежцями в битві під Стемфорд-Бріджем (25 вересня 1066), коли до нього дійшла новина про вторгнення нормандців. Він вирішив негайно вирушити в дорогу і протистояти нормандській армії в Сассексі, тому негайно рушив на південь, незважаючи на те, що армія не відпочила належним чином після битви з норвежцями. Армії Гарольда та Вільгельма зіткнулися одна з одною в Битві при Гастінгсі (14 жовтня 1066 р.), у якій англійська армія, або Фірд, зазнала поразки, Гарольд та його два брати були вбиті, і Вільям вийшов переможцем. Відтак Вільгельм зміг без значного спротива завоювати усю Англію. Однак він не планував приєднувати територію королівства до Нормандського герцогства. В Нормандії Вільгельм був васалом французького короля Філіпа I, тоді як у незалежному Англійському королівстві він міг правити як сюзерен. Він був коронований 25 грудня 1066 року у Вестмінстерському абатстві в Лондоні.

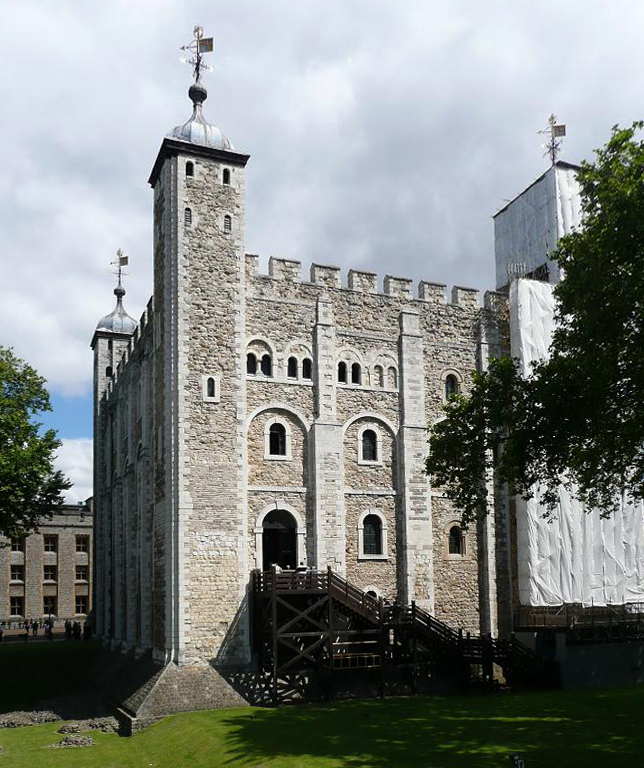
Лондонський Тауер, будівництво якого розпочав Вільгельм I для контролю за містом

Нормандське завоювання призвело до глибоких змін в Англійській державі. Зокрема, Вільгельм наказав скласти Книгу Страшного суду — перелік усього населення королівства, усіх земель та маєтків. Складання книги розпочалось з метою упорядкування податкової бази, але поміж іншим викрило повну заміну серед правлячого класу та церковної верхівки саксів на норманів впродовж 20 років після завоювання. Нормандці майже монополізували владу, церкву і володіння землею на всіх рівнях. Сам Вільгельм та його знать розмовляли нормандською як в Нормандії, так і в Англії. Використання англо-нормандської мови серед аристократії тривало віки потому та залишило невитравний відбиток на розвитку сучасної англійської мови.
Правління Вільгельма відбувалось в постійній боротьбі за владу над країною. Намагаючись підкорити саксів, король починає будівництво численних фортець — замків, донжонів та укріплень типу «мот-і-бейлі». Такі укріплення дозволяли нормандським лордам врятуватись у безпеці під час народних повстань. Перерозподіляючи землі серед своїх прибічників, Вільгельм іноді об'єднував землі, якими володіло багато англійських лордів, навколо стратегічно важливого укріплення і надавав такий феод одному нормандцю. Нормандські феодали віддавали королю фіксовану кількість воїнів — не тільки для військових кампаній, але й для замкових гарнизонів.
Вільгельм зберіг поділ Англії на графства (шири), які, в свою чергу, ділились на сотні. Представником королівської влади у ширі був шеріф, який здійснював королівське правосуддя та збирав податки.

### Високе Середньовіччя

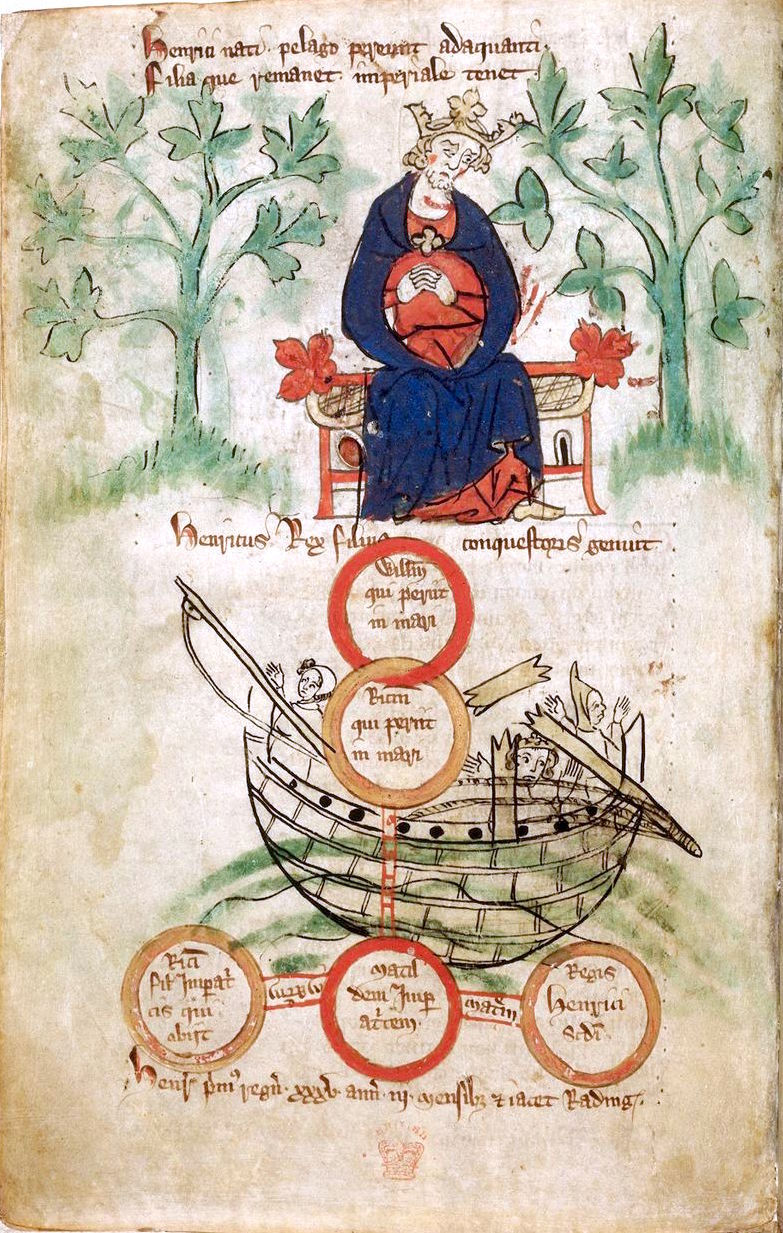
Зображення Генріха I та Білого корабля, XIV ст.

Після смерті Вільгельма у 1087 році розпочалась війна за владу між його синами Робертом, якому батько залишив Нормандське герцогство і Вільгельмом II, який успадкував Англійське королівство.
У 1092 році Вільгельм II очолив вторгнення в Стратклайд, кельтське королівство на території сучасної південно-західної Шотландії та Камбрії. В результаті нападу він приєднав до Англії територію сучасного графства Камбрія.

У 1100 році Вільгельм II помирає, і королем Англії стає четвертий син старого короля Генріх I. Він намагається стабілізувати ситуацію в країні, шукаючи компроміси між саксонською та нормандською знаттю. У 1120 році у Ла-Манші потонув Білий корабель, на якому до Англії повертався єдиний син Генріха Вільгельм. Залишившись без легитимного спадкоємця, у 1127 році Генріх вимагає у баронів визнати його доньку Матильду наступницею на англійському троні.

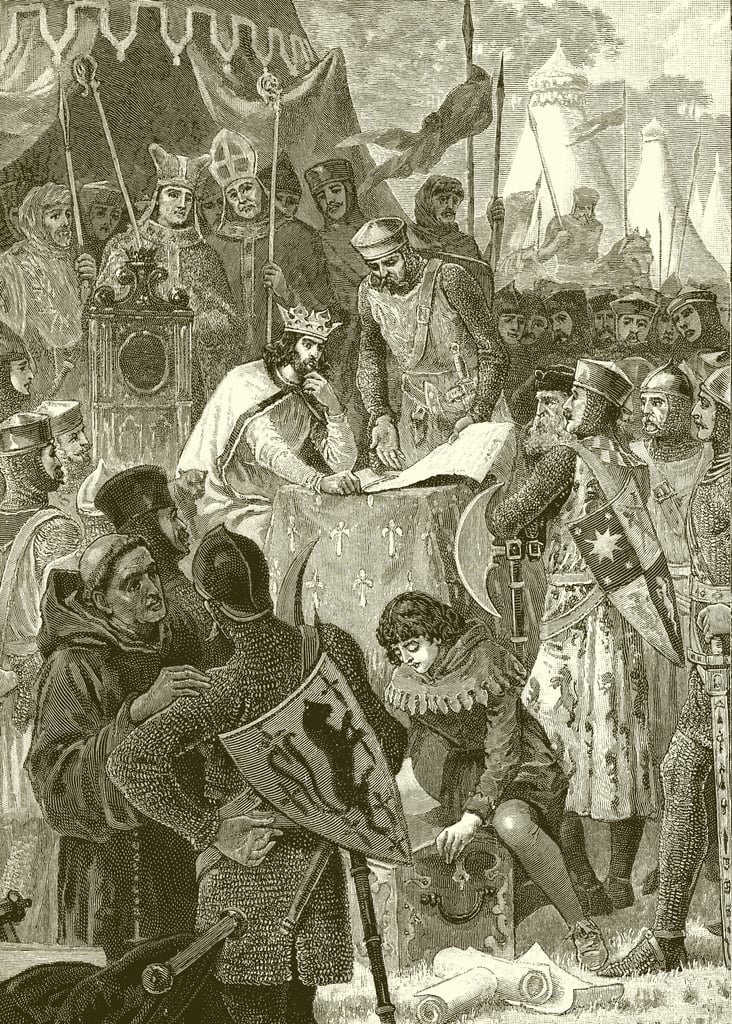
Король Іоанн Безземельний підписує Велику хартію вольностей у Ранніміді в 1215 році в оточенні свого баронства. Ілюстрація з «Історії Англії» Касселла, 1902 рік.

У 1124 році Генріх I в обмін на лояльність короля Шотландії поступився Шотландськеому королівству тим, що зараз є південно-східною Шотландією (так званий Лотіан). З цією територіальною поступкою було встановлено традиційний англо-шотландський кордон, який з того часу залишився майже незмінним (за винятком випадкових і тимчасових змін). Територія передана Шотландії раніше була частиною англійського королівства Нортумбрія. В Лотіані пізніше виникла шотландська столиця — Единбург. Пізніше ця домовленість була остаточно оформлена в 1237 році Йоркським договором.
Після смерті Генріха у 1135 році барони відмовились від клятви Матильді та заявили про підтримку племінника померлого короля Стефана Блуаського і майже на 20 років країна занурилась в період Анархії. Восени 1139 року Матильда разом з братом Робертом Глостерським прибуває до Англії, в той час як її чоловік, Жоффруа Плантагенет, граф Анжуйський атакує Нормандію. Врешті-решт Стефан потрапляє у полон і його правління закінчується, але Матильду обурені англійці виганяють з Лондона. У 1141 році Роберт потрапляє в полон, і Матильда вимінює його на Стефана.
Війна закінчується 1153 року Воллінгфордською угодою, за якою Стефан залишався королем Англії до самої смерті, але йому наслідував Генріх, син Матильди і Жоффруа Плантагенета. Стефан помер менше, ніж через рік після укладення угоди, і у 1154 році королем Англії став Генріх II, перший з династії Плантагенетів на англійському престолі.
Під час громадянської війни значно посилилась влада місцевої аристократії. Стефан і Матильда, шукаючи прибічників серед баронів, часто роздавали володіння, титули і привілеї. Місцеві володарі стали майже незалежними, самостійно чинили правосуддя, збирали податки, навіть за королівські ліси, влаштовували рейди на сусідів, дехто карбував власні гроші. Відновлення ладу та економіки відбувалось вже за часів Генріха II.
Англо-нормандське вторгнення в Ірландію відбулося наприкінці XII століття, коли англо-нормандці поступово завоювали та придбали великі ділянки землі в ірландців, над якими потім заявило суверенітет Англійське королівство, що нібито було санкціоновано папською буллою Laudabiliter. У той час гельська Ірландія складалася з кількох королівств, з Верховним королем, який претендував на панування над більшістю інших королів. Нормандське вторгнення стало переломним моментом в історії Ірландії, поклавши початок більш ніж 800-річному прямому втручанню Англії, а згодом і Британії в Ірландію.
Аквітанське герцогство вступило в особисту унію з Англійським королівством після вступу на престол Генріха II, який одружився з Алієнор, герцогинею Аквітанською. Англійське королівство та Нормандське герцогство залишалися в особистій унії, доки Іоанн I Безземельний, син Генріха II і нащадок Вільгельма I у п'ятому поколінні, не втратив континентальні володіння герцогства на користь французького короля Філіпа II Августа у 1204 році. Кілька залишків Нормандії, включаючи Нормандські острови, залишилися у володінні Іоанна разом із більшою частиною Аквітанського герцогства.

#### Завоювання Уельсу
До нормандського завоювання Англії Уельс здебільшого залишався незалежним від англосаксонських королівств, хоча деякі валлійські королі іноді визнавали Бретвальда. Однак невдовзі після нормандського завоювання Англії деякі нормандські лорди почали нападати на Уельс. Вони завоювали й правили його частинами, визнаючи верховну владу нормандських королів Англії, але маючи значну місцеву незалежність. Протягом багатьох років ці «Марчерські лорди» завоювали все більшу частину Уельсу, долаючи значний опір різних валлійські князів, які також часто визнавали верховну владу нормандських королів Англії. Едуард I переміг Ллівеліна ап Гріфіта і таким чином фактично завоював Уельс у 1282 році. У 1301 році він створив титул принца Уельського для свого спадкоємця, майбутнього Едуарда II. Завоювання Едуарда I було жорстоким, а подальші репресії значними, про що свідчать такі чудові валлійські замки, як Конві, Гарлех і Кернарфон.

### Пізнє середньовіччя

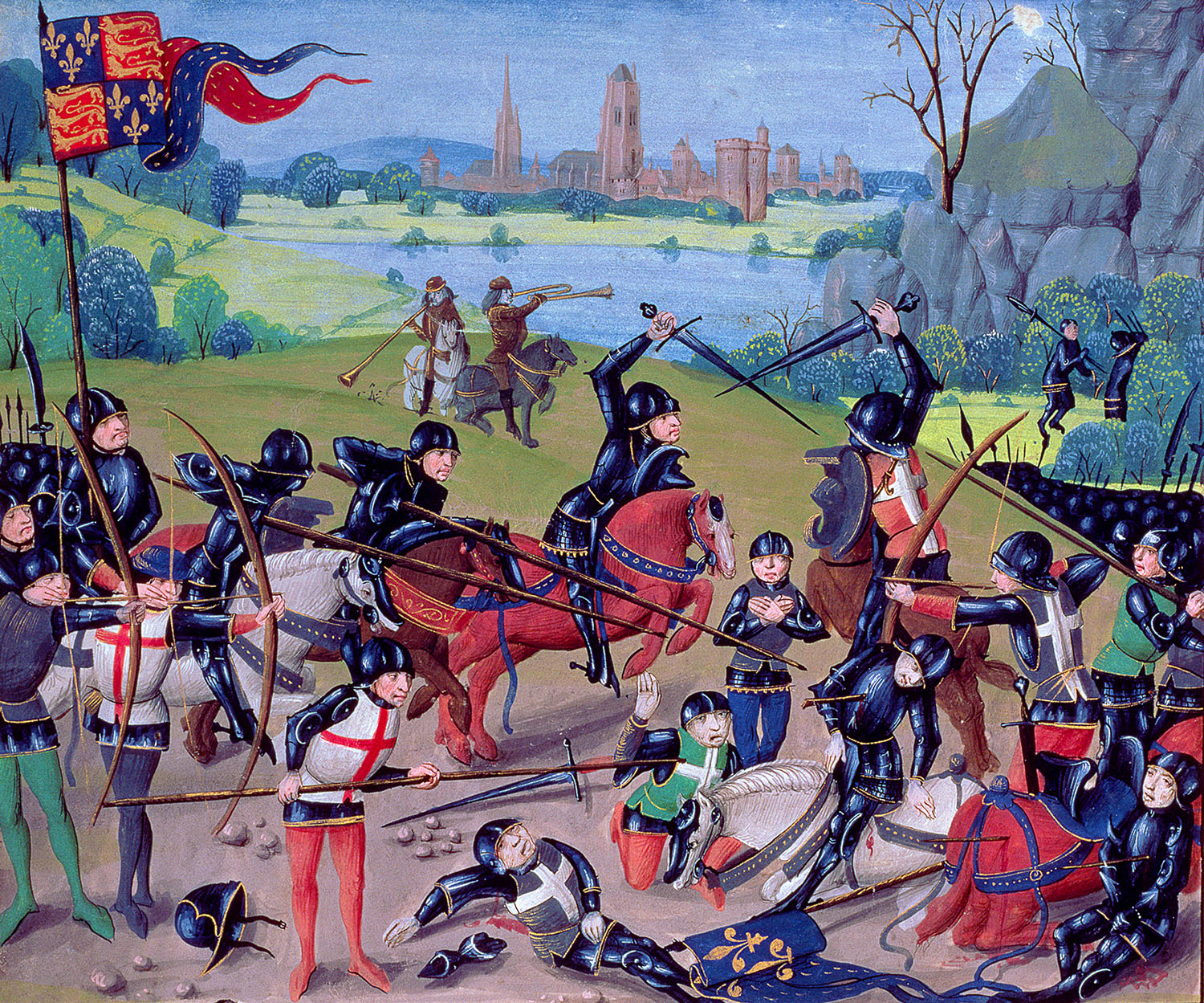
Мініатюра XV століття, що зображує перемогу англійців над Францією в битві при Азенкурі (1415).

В 1348—1349 роках Чорна смерть (чума) забрала 30 % населення Англії. Едуард III був першим англійським королем, який претендував на престол Франції. Його спроби реалізувати свої претензій військовим шляхом призвело до Столітньої війни (1337—1453), у якій протистояли п'ять королів Англії з дому Плантагенетів проти п'яти королів Франції з дому Валуа. У травні 1399, скориставшись відплиттям короля Річарда II до Ірландії для приборкання непокірних феодалів, Генріх Болінгброк, двоюрідний брат Річарда, повернувся до Англії і скинув його, ставши королем Генріхом IV (1399—1413). Річарда змусили відмовитися від корони, а парламент підтвердив його скинення і визнав монархом Генріха IV — як за правом завоювання, так і для «реформування королівства». Під час війни всі сторони здійснювали широкі морські рейди, часто залучаючи каперів, таких як Джон Хоулі з Дартмута або кастильський Перо Ніньо. Хоча англійці здобули численні перемоги, вони не змогли подолати чисельну перевагу французів і їх стратегічне використання порохової зброї. Англія зазнала поразки в Битві при Форміньї в 1450 році і, нарешті, в Битві при Кастійоні в 1453 році, зберігши лише одне місто у Франції — приморське Кале.
Під час Столітньої війни почала розвиватися спільна англійська ідентичність, що прийшла на заміну попереднього поділу між норманськими лордами та їхніми англосаксонськими підданими. Це було наслідком тривалої ворожості до націоналістичних французів, чиї королі та інші лідери (зокрема, харизматична Жанна д'Арк) використовували почуття французької ідентичності щоб залучити людей на свою підтримку. Англо-нормандці відокремилися мовно від своїх двоюрідних братів, які володіли землями переважно у Франції і висміювали островітян за їхню архаїчну та погану французьку мову. У цей період англійська також стала мовою судів.
Незабаром після припинення столітньої війни, королівство занурилось у Війну Червоної та Білої троянд (1455—1487), серію громадянських воєн за володіння престолом між домом Ланкастерів (геральдичним символом якого була червона троянда) та домом Йорків (символом яких була біла троянда), кожна з яких очолювалася різними гілками нащадків Едуарда III. Наприrінці цих війн трон отримав нащадок незаконнонародженого члена дому Ланкастерів, одруженого на старшій доньці дому Йорків: Генріха VII та Єлизавети Йоркської. Вони стали засновниками династії Тюдорів, яка правила королівством з 1485 по 1603 рік.

### Період Тюдорів
Уельс зберіг окрему правову та адміністративну систему, яку запровадив Едуард I наприкінці XIII. Країна була поділена між лордами Марчер, які візнавали феодальну зверхність корони, і князівством Уельс. Під час монархії Тюдорів Генріх VIII замінив закони Уельсу законами Англії (згідно із Законами про акти Уельсу 1535—1542 рр). Уельс був включений до Англійського королівства і відтепер був представлений в Парламенті Англії.

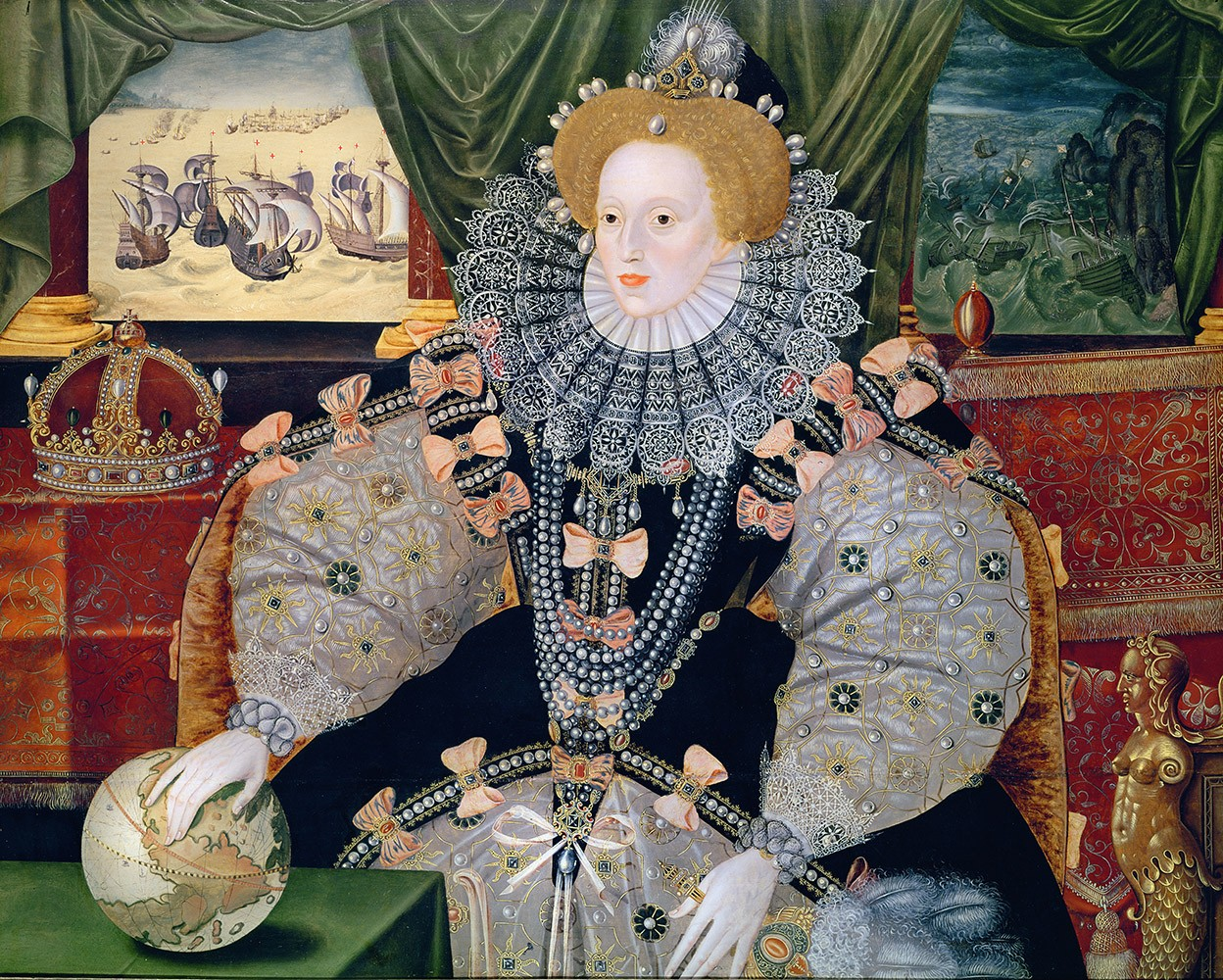
Портрет Єлизавети I, зроблений на честь розгрому іспанської армади (1588), зображений на задньому плані. Міжнародна влада Єлизавети символізується рукою, що лежить на земній кулі.

У 1530-х роках Генріх VIII повалив владу католицької церкви в королівстві, замінивши папу як голову власної англійської церкви та захопивши землі католицької церкви, тим самим сприяючи створенню варіації католицизму, яка з часом ставала більш протестантською. Це призвело до приєднання Англії до Шотландії, яка також поступово прийняла протестантську релігію, тоді як найважливіші континентальні держави, Франція та Іспанія, залишалися римо-католицькими.
«Тюдорівське завоювання» (або повторне завоювання) Ірландії відбулося за правління династії Тюдорів. Після невдалого повстання Шовкового Томаса, графа Кілдера, проти корони в 1530-х роках, Генріх VIII був оголошений королем Ірландії в 1542 році згідно зі статутом парламенту Ірландії з метою відновлення такої центральної влади, яка була втрачена протягом усього часу. країни протягом попередніх двох століть.
Кале, останнє континентальне володіння Королівства, було втрачено в 1558 році під час правління Філіпа та Марії I. Їх наступниця, Єлизавета I, зміцнила нову і все більш протестантську Англіканську церкву. Вона також почала зміцнювати військово-морську силу королівства на фундаменті, який заклав Генріх VIII. До 1588 року її новий флот був достатньо сильним, щоб перемогти іспанську армаду, яка намагалася вторгнутися до Англії, щоб посадити на трон католицького монарха замість неї.

### Рання сучасна історія
Правління Тюдорів закінчилось зі смертю Єлизавети I 24 березня 1603 року. на престол Англії зійшов король Шотландії Яків I, який поєднав її в особистій унії з Шотландським королівством. Незважаючи на Союз Корон, королівства залишалися окремими та незалежними державами: такий стан справ тривав понад століття.

#### Громадянська війна та Міжкоролів'я
Королі Стюартів переоцінили межі влади англійської монархії і були скинуті парламентом у 1645 і 1688 роках. По-перше, запровадження Карлом I нових форм оподаткування всупереч парламенту призвело до громадянської війни в Англії (1641–45), у якій король зазнав поразки, і до скасування монархії під керівництвом Олівера Кромвеля під час Міжцарів'я 1649—1660 рр. Відтепер монарх міг правити тільки з волі парламенту.
Після судового процесу та страти Карла I у січні 1649 року парламент Рампа прийняв акт про оголошення Англії Співдружністю 19 травня 1649 року. Монархія та Палата лордів були скасовані, і тому Палата громад стала єдиною законодавчою палатою з новим виконавчим органом — Державною радою. Проте армія залишалася домінуючою установою в новій республіці, а найвидатнішим генералом був Олівер Кромвель. Співдружність вела війни в Ірландії та Шотландії, які були підкорені та поставлені під військову окупацію Співдружності.
Тим часом відносини з Голландською Республікою погіршилися. Незважаючи на початкову підтримку Англії під час Голландської війни за незалежність проти іспанців, виникла напруженість, оскільки Голландська республіка стала головним торговим та морським суперником Англії. До середини XVII століття вона стала провідною торговельною державою. У відповідь англійці, стурбовані зниженням своєї конкурентоспроможності, запровадили суворішу торговельну політику, щоб стримати домінування голландців. Однак Перша англо-голландська війна, що послідувала, не змогла вирішити комерційних питань.
У квітні 1653 року Кромвель та інші гранди армії Нового зразка, розчаровані членами парламенту Румпа, які не бажали прийняти закон про розпуск Рампа та можливість обрання нового більш представницького парламенту, силою зупинили сесію Рампа оголосив парламент розпущеним.
Після експерименту з номінованими зборами (парламент Беребона), гранди в армії через Державну раду запровадили нову конституційну систему згідно з письмовою конституцією під назвою Інструмент правління. Згідно з Інструментом уряду, виконавча влада покладалася на лорда-протектора (посада обіймалася протягом усього життя чинного президента), і мали бути трирічні парламенти, кожне засідання яких тривало щонайменше п'ять місяців. Стаття 23 Інструменту правління зазначала, що Олівер Кромвель мав стати першим лордом-протектором. Інструмент правління було замінено другою конституцією (Смиренна петиція та порада), згідно з якою Лорд-протектор міг призначити свого наступника. Кромвель призначив свого сина Річарда, який став лордом-протектором після смерті Олівера 3 вересня 1658 року.

### Реставрація і славна революція

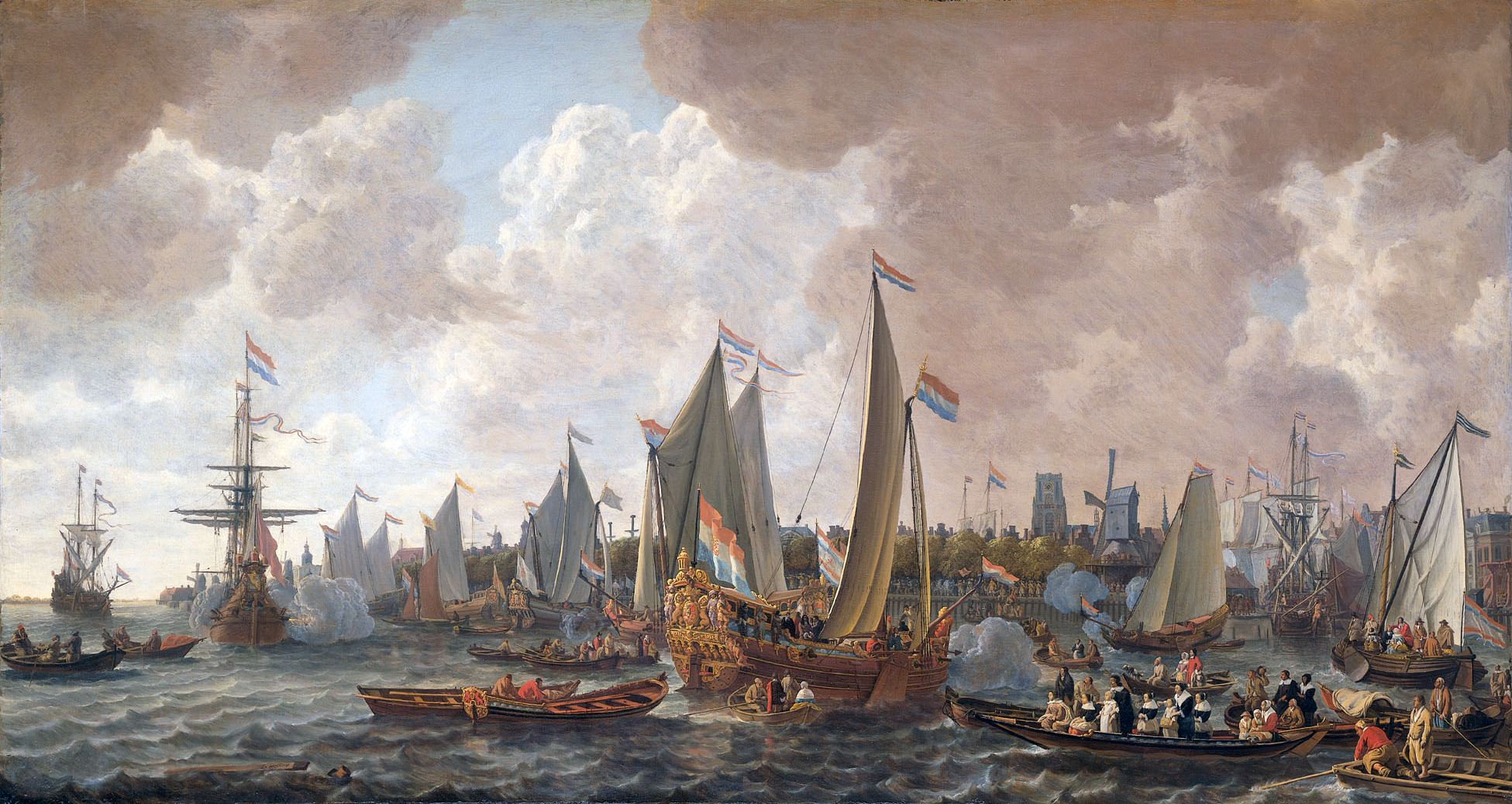
Карл відплив зі свого заслання в Нідерландах до Англії, де він реставрував свій престол у травні 1660 року. Картина Ліве Вершуєр.

Річард виявився неефективним і не зміг зберегти своє правління. Він залишив свій титул і пішов у невідомість. Румпський парламент було відкликано, і був другий період, коли виконавча влада належала Державній раді. Але це відновлення правління Співдружності, подібне до того, що було до протекторату, виявилося нестабільним, і вигнаний претендент, Карл II, був відновлений на троні в 1660 році.
У 1665 році невирішені торговельні питання з голландцями призвели до Другої англо-голландської війни, яка завершилася катастрофічним набігом на Медвей і змусила приниженого Карла укласти невигідний мирний договір. Договір усунув низку давніх проблем і в довгостроковій перспективі дав змогу двом країнам об'єднатися проти експансіоністської політики, яку проводив Людовик XIV у Франції. Однак у короткостроковій перспективі бажання Карла помститися за цю невдачу призвело до Третьої англо-голландської війни 1672 року. Незважаючи на те, що цього разу вдалося отримати підтримку Франції, успіхи голландського флоту змусили парламент більше не підтримувати воєнні зусилля Карла, і він знову був змушений укласти мир.
Після Реставрації монархії в 1660 році спроба Якова II відновити католицтво — через століття після його придушення Тюдорами — призвела до Славної революції 1688 року, під час якої він був скинутий парламентом. Потім парламент запропонував корону протестантській дочці Якова II Марії II і його зятю/племіннику Вільгельму III.

### Союз з Шотландією
У шотландському випадку привабливість була частково фінансовою, а частково пов'язаною зі скасуванням англійських торгових санкцій, запроваджених Законом про іноземців 1705 року. Англійці більше хвилювалися щодо престолонаслідування. Смерть Вільгельма III у 1702 році призвела до вступу його невістки Анни на престол Англії та Шотландії, але її єдина дитина, що вижила, померла в 1700 році, і англійський Акт про спадкування престолу 1701 року дав правонаступництво англійська корона протестантській Ганноверській династії. Забезпечення такого ж престолонаслідування в Шотландії стало головною метою англійського стратегічного мислення щодо Шотландії. До 1704 року Союз корон переживав кризу, шотландський Акт безпеки 1704 року дозволяв шотландському парламенту обрати іншого монарха, що, у свою чергу, могло призвести до незалежної зовнішньої політики під час великої європейської війни. Англійський істеблішмент не хотів ризикувати залишенням Стюартів на шотландському троні, ані можливістю шотландського військового альянсу з іншою державою.
Договір про союз було укладено 22 липня 1706 року, і після Акту про унію 1707 року, який утворив Королівство Великої Британії, 1 травня 1707 року незалежність Англійського та Шотландського королівств була скасована. Акти про унію створив митний союз і валютний союз і передбачав, що будь-які «закони та статути», які «суперечать або несумісні з умовами» Акту, «припиняють дію та стають недійсними».
Англійський і Шотландський парламенти були об'єднані в Парламент Великої Британії, розташований у Вестмінстері, Лондон. У цей момент Англія перестала існувати як окреме політичне утворення, і відтоді не мала національного уряду. Закони Англії залишилися незмінними, юридична юрисдикція продовжувала належати Англії та Уельсу, тоді як Шотландія продовжувала мати власні закони та суди. Це тривало після Акту про Унію 1801 року між королівствами Великої Британії та Ірландії, утворивши Сполучене Королівство Великої Британії та Ірландії. У 1922 році Ірландська вільна держава відокремилася від Сполученого Королівства, що призвело до того, що останнє було перейменовано на Сполучене Королівство Великої Британії та Північної Ірландії.

## Уряд

### Територіальний поділ
Графства Англії були створені нормандцями, у більшості випадків на основі графств, заснованих раніше англосаксами. Вони перестали використовуватися для управління лише зі створенням адміністративних графств у 1889 році.
На відміну від частково самоврядних районів, які охоплювали міські території, графства середньовічної Англії існували переважно як засіб посилення влади центрального уряду, що дозволяло монархам здійснювати контроль над місцевими територіями через своїх обраних представників — спочатку шерифів, а пізніше лорд-лейтенантів — та підпорядкованих їм мирових суддів. Округи спочатку використовувалися для відправлення правосуддя, збору податків і організації війська, а пізніше для місцевого самоврядування та обрання парламентського представництва. Деяким віддаленим графствам час від часу надавався статус пфальцграфа, а деякі військові та центральні урядові функції покладалися на місцевого дворянина чи єпископа. Останнє таке, графство Пфальц Дарем, не втратило цей особливий статус до XIX століття.
Хоча до моменту нормандського завоювання вся Англія була поділена на графства, деякі графства були утворені значно пізніше, аж до XVI століття. Через різне походження округи значно відрізнялися за розміром. Межі графства були досить статичними між актами Законів Уельсу XVI століття та Актом про місцеве самоврядування 1888 року. Кожне графство відповідало за збір податків для центрального уряду; для місцевої оборони; і для правосуддя через суди присяжних.
Влада феодальних баронів щодо контролю над своїми земельними володіннями була значно ослаблена в 1290 році статутом Quia Emptores. Феодальні баронства, можливо, застаріли (але не вимерли) після скасування феодального володіння під час Громадянської війни, як підтверджено Актом про скасування володінь 1660 року, прийнятим під час Реставрації, який позбавив лицарської служби та інших законних прав. Володіння лицарською службою було скасовано та звільнено, а землі, охоплені такими володіннями, включно з колись феодальними баронствами, відтепер перебували у власності сокажу ( тобто в обмін на грошову ренту). Англійська справа Фіцвальтера в 1670 році постановила, що баронство за володінням було припинено на багато років, і будь-які претензії на перство на такій основі, що означає право засідати в Палаті лордів, не повинні бути відновлені, а також будь-яке право спадкування на основі на них.
Статут Раддлана в 1284 році був прийнятий після завоювання Уельсу Едуардом I. Він припускав, що землі, якими володіли принци Гвінед під титулом «Принц Уельський», були юридично частиною земель Англії, і створювали графства графства за англійською моделлю на цих територіях. Марчерські лорди поступово прив’язувалися до англійських королів шляхом надання земель і лордів в Англії. Рада Уельсу та марок, керована замком Ладлоу, спочатку була заснована в 1472 році королем Англії Едуардом IV для управління землями, що належать князівству Уельс  і прилеглим англійським графствам. Він був скасований у 1689 році. Відповідно до Законів Уельсу, 1535–1542 років, запроваджених за Генріха VIII, юрисдикція марш-лордів була скасована в 1536 році. Акти мали наслідком приєднання Уельсу до Англії та створення єдиної державної та правової юрисдикції, яку зазвичай називають Англією та Уельсом.
Водночас у 1472 році була створена Рада Уельсу, для північних графств Англії була створена Рада Півночі . Після виходу з ужитку він був відновлений у 1537 році та скасований у 1641 році. Дуже короткочасна Рада Заходу також існувала для Західної країни між 1537 і 1540 роками.

### Оподаткування
В англосаксонський період данські гроші або податок на майно, спершу стягувався у відповідь на вторгнення данських вікінгів, але пізніше став звичайним податком. Більшість королівського доходу отримували від королівської власності та річного «відкупу» з кожного графства (фіксована сума, яку сплачували шерифи за привілей керувати королівськими землями та отримувати прибуток від них). Королі також отримували дохід від судових штрафів і регулювання торгівлі. Підлеглі також повинні були служити королю у формі trinoda necessitas — служба у ополченні (фірд), а також будівництво укріплень і мостів.
Після завоювання 1066 року нормани продовжували регулярно збирати гельд. Вони також запровадили нові джерела доходу, засновані на концепціях феодалізму. Король мав право збирати феодальну допомогу, коли його старшого сина посвячували в лицарі, його старшу доньку виходили заміж або якщо королю потрібно було сплатити власний викуп. Спадкоємець лену також повинен був сплатити королю рельєф (феодальний платіж), перш ніж він зможе заволодіти своєю спадщиною. Король також мав право на військову службу своїх васалів, але замість цього васали могли сплачувати щитовий збір.

### Військо
В англосаксонський період Англія не мала постійної армії. Король і магнати утримували професійне домашнє військо (див. гускарл), а всі вільні люди були зобов'язані нести військову службу у фірді. Крім того, власники королівських земель були зобов’язані надати певну кількість людей залежно від кількості гайд землі, якими вони володіли.
Після нормандського завоювання домашні війська короля залишалися центральними для будь-якої королівської армії. Англосаксонський фірд також залишився в ужитку. Але нормандці також привнесли новий феодальний елемент в англійську армію. Головні вассали короля (його феодальні барони) були зобов'язані надавати кінних лицарів для служби в королівській армії або для гарнізону королівських замків. Загальна кількість заборгованих лицарів називалася servitium debitum (лат. «заборгованість»), а історик Річард Хаскрофт оцінює це число близько 5000. Насправді servitium debitum була більшою, ніж будь-який король насправді потребував би під час війни. Його головна мета полягала в тому, щоб оцінити, скільки скутажів заборгував король. Скутаж використовувався для оплати найманців, які були важливою частиною будь-якої нормандської армії.

## Нотатки
1. ↑    - давньоанглійська (до 1150)
  - середньоанглійська (1150–1550)
  - новоанглійська (1550–1707)
2. ↑    - давньоваллійська (до XII ст.)
  - середньоваллійська (XII–XIV ст.)
  - нововаллійська (XIV ст.–1707)
3. ↑    - давньокорнська (до XII ст.)
  - середньокорнська (XII–XVI ст.)
  - пізнекорнська (XVI ст.–1707)
4. ↑  Широко використовувалася в адміністративних та літургійних цілях.